# Lidoríki
Lidoríki är en kommunhuvudort i Grekland.   Den ligger i prefekturen Fokis och regionen Grekiska fastlandet, i den centrala delen av landet, 140 km väster om huvudstaden Aten. Lidoríki ligger 534 meter över havet och antalet invånare är 840. Den ligger vid sjön Mornos.
Terrängen runt Lidoríki är kuperad söderut, men norrut är den bergig. Runt Lidoríki är det glesbefolkat, med 16 invånare per kvadratkilometer. Närmaste större samhälle är Ámfissa, 15,1 km öster om Lidoríki. 